# Martti Talvela
Martti Olavi Talvela (Hiitola, 4 febbraio 1935 – Juva, 22 luglio 1989) è stato un basso finlandese.

## Biografia
Nato a Hiitola, nella Provincia della Viipuri, ossìa Khiytola, nella Lachdenpochskij rajon (oggi nella Repubblica di Carelia), studiò a Lahti e a Stoccolma, è debuttò a Helsinki nel 1960 come Sparafucile in Rigoletto.
Alto più di due metri, possedeva una rara voce di basso profondo,  caratterizzata da un'armonica fusione tra ampiezza del suono e nobiltà del timbro, come si può notare, ad esempio, nella sua interpretazione di Sarastro ne Il flauto magico, inciso nel 1969 sotto la direzione di Georg Solti.
Ebbe in repertorio molti importanti personaggi di opere italiane, francesi, tedesche e russe. Da ricordare la versione di Winterreise di Schubert, che propose, pur gravemente debilitato dalla malattia, in una delle ultime incisioni discografiche.
Talvela morì all'età di 54 anni durante i festeggiamenti per il matrimonio della figlia.

## Discografia
- Beethoven, Sinf. n. 9 - Solti/CSO/Lorengar, 1974 Decca
- Beethoven: Symphony No. 9 - Orchestra di Cleveland & Chorus/Elena Obrazcova/Jon Vickers/Lorin Maazel/Lucia Popp/Martti Talvela, 1979 SONY BMG
- Beethoven: Missa Solemnis - Otto Klemperer, EMI
- Mahler, Sinf. n. 8 - Solti/CSO/Harper/Popp/Auger, 1971 Decca
- Mozart, Ratto dal serraglio - Solti/Gruberova/Battle/Talvela, 1985 Decca
- Verdi, Rigoletto - Bonynge/Milnes/Pavarotti, 1985 Decca
- Verdi, Messa da requiem - Solti/Pavarotti/Sutherland/WPO, 1967 Decca
- Verdi: Requiem - Martina Arroyo/Carol Smith/Alexander Young/Martti Talvela/Residentie Orkest, The Hague/N.O.S. Chorus/Willem van Otterloo, Claves
- Wagner, Walkiria - Karajan/Vickers/Talvela/Veasey, Deutsche Grammophon
- Wagner, Parsifal - Knappertsbusch/Dalis/Thomas, 1962 Philips

## DVD
- Beethoven: Fidelio - Josef Greindl/Dame Gwyneth Jones/James King (tenore)/Martti Talvela/Karl Böhm/Deutsche Oper Berlin, 1969 Deutsche Grammophon
- Mozart: Die Zauberflöte (Salzburg Festival, 1982) -  Martti Talvela/Peter Schreier/Walter Berry/Peter Weber/Horst Nitsche/Edita Gruberová/Ileana Cotrubaș/James Levine, regia Jean-Pierre Ponnelle, Arthaus Musik/Naxos
- Mozart: Die Entführung aus dem Serail (Deutsche Oper Berlin, 1976) - Arthaus Musik/Naxos
- Smetana: The Bartered Bride - Teresa Stratas/Nicolai Gedda/Jon Vickers/Martti Talvela/Jean Kraft/James Levine, 1978 Metropolitan Opera
- Verdi: Don Carlos (Deutsche Oper, Berlin, 1965) - James King/Pilar Lorengar/Josef Greindl/Dietrich Fischer-Dieskau/Martti Talvela, Arthaus Musik/Naxos